# Crystallospora thelohani
Crystallospora thelohani is een soort in de taxonomische indeling van de Myzozoa, een stam van microscopische parasitaire dieren. Het organisme komt uit het geslacht Crystallospora en behoort tot de familie Eimeriidae. Crystallospora thelohani werd in 1981 ontdekt door Dyková & Lom.